# Korsägande
Korsägande, eller korsvis ägande, innebär att två företag äger andelar, oftast aktier, i varandra. Korsägande kan uppstå av flera orsaker. Det kan exempelvis uppstå om ett dotterbolag köper aktier i ett företag som redan har aktier i moderbolaget. Det kan också hända att två företag köper in sig i varandra för att förhindra uppköp.
Korsägande är olika vanligt i olika länder. Ett exempel på ett land med omfattande korsägande i näringslivet är Japan.
Vid korsägande äger vardera bolaget indirekt egna aktier vilket måste tas hänsyn till vid företagsvärdering och bokslut. Egna aktier kan inte räknas som en tillgång.